# 바딤 하르첸코
바딤 비탈리예비치 하르첸코(러시아어: Вади́м Вита́льевич Ха́рченко, 1984년 5월 28일~)는 키르기스스탄의 전직 축구 선수로 현역 시절 포지션은 미드필더였으며 마지막으로 뛴 클럽은 알가 비슈케크였다.

## 클럽 경력
2002년 도르도이 나린에 입단하여 프로 선수 생활을 시작하였다. 이 팀에서 12경기를 소화하다가 2003년 같은 지역 연고팀인 SKA 비슈케크로 이적하여 2005년까지 51경기 11골을 기록하며 키르기스스탄컵 우승을 안겼고 2004년 카자흐스탄 프리미어리그의 FC 오르다바시로 임대 이적하여 18경기를 소화했다.
그리고 2006년 도르도이 비슈케크 이적을 통해 4년만에 친정팀으로 복귀 후 2015년까지 157경기 40골을 터뜨리며 리그 7회 우승(2006년, 2007년, 2008년, 2009년, 2011년, 2012년, 2014년), AFC 프레지던트컵 2회 우승(2006년, 2007년), 키르기스스탄컵 4회 우승(2006년, 2008년, 2010년, 2012년)에 크게 기여했다.
이후 2014년 튀르키예 지역 아마추어 리그 소속팀인 타브샨르 리니이트스포르로 임대 이적하여 8경기를 소화했다. 2016년 알가 비슈케크로 복귀했고 1년 간 뛴 후 2018년에 팀을 떠나며 은퇴했다.

## 국가대표팀 경력
2003년 처음으로 키르기스스탄 A대표팀에 발탁되었고, 같은 해 11월 23일 파키스탄과의 2006년 월드컵 아시아 예선 경기를 통해 A매치에 처음으로 출전했다. 2006년 AFC 챌린지컵에 출전하여 팀의 4강 진출에 기여했고 그 뒤 캄보디아와의 2007년 네루컵 1차전에서 A매치 데뷔 4년 만에 첫 득점을 신고하며 팀의 4-3 승리에 일조했다. 은퇴할 때까지 A매치 51경기에 출전하여 역대 키르기스스탄 선수 가운데 A매치 최다 출전 기록을 보유하고 있다.

## 수상

### 클럽
알가 비슈케크
- 키르기스스탄컵 : 우승 (2003)

 도르도이 비슈케크
- 키르기스스탄 프리미어리그 : 우승 (2006, 2007, 2008, 2009, 2011, 2012, 2014)
- 키르기스스탄컵 : 우승 (2006, 2008, 2010, 2012)
- AFC 프레지던트컵 : 우승 (2006, 2007)

### 국가대표팀
키르기스스탄
- AFC 챌린지컵 : ● 3위 (2006)